# Хеньо Ріхтер
Геньо Олівер Ріхтер (нім. Henjo Oliver Richter; нар. 24 листопада 1963, Гамбург, Німеччина) гітарист і клавішник німецького павер-метал гурту Gamma Ray, який створив Кай Гансен.

## Життєпис
Геньо Ріхтер музикант-самоучка. Він розпочав грати у віці 13 років. Ріхтер ветеран німецької хеві-метал сцени, але Gamma Ray його перший великий гурт. Він приєднався до них замінивши гітариста Дірка Шляхтера (який змінив музичний інструмент на бас-гітару) на альбомі Somewhere Out In Space (1997). Раніше, в середині 80-их, Хеньо був учасником гурту Rampage, змінивши Роланда Грапоу.
В 2001 році Геньо був найнятий Тобіасом Самметом для запису гітарних партій в його проекті Avantasia. Він також, за чутками, запропонував свої послуги колишньому гурту Гансена Helloween для запису альбому Rabbit Don't Come Easy у зв'язку з відходом їхнього гітариста Роланда Грапоу.
В 2005 році він був змушений пропустити частину туру Gamma Ray на підтримку альбому Majestic після падіння зі сходів на поромі, що ходить між Швецією і Фінляндією.
16 березня 2010 року Ріхтер був госпіталізований і прооперований через відшарування сітківки ока. Через це довелося перенести декілька концертів Gamma Ray.
У 2011 році він потрапив у аварію на мотоциклі і зламав три ребра і ключицю.

## Дискографія

### Gamma Ray
- Somewhere Out in Space (1997)
- Power Plant (1999)
- Blast from the Past (2000)
- No World Order (2001)
- Skeletons in the Closet (live album) (2003)
- Majestic (2005)
- Land of the Free II (2007)
- Hell Yeah! The Awesome Foursome (концертний альбом) (2008)
- To the Metal! (2010)
- Empire Of the Undead (2013)

### Avantasia
- The Metal Opera (2000)
- The Metal Opera Part II (2002)
- The Scarecrow (2008) – запрошений музикант
- Angel of Babylon (2010) – запрошений музикант
- The Flying Opera (live album) (2011) – запрошений музикант